# Prothamnodes
Prothamnodes är ett släkte av fjärilar. Prothamnodes ingår i familjen plattmalar.
Kladogram enligt Catalogue of Life:
| Prothamnodes | \| \| Prothamnodes bathocentrella \| \| \| \| \| \| Prothamnodes platycycla \| \| \| \| |
|              | \| \| Prothamnodes bathocentrella \| \| \| \| \| \| Prothamnodes platycycla \| \| \| \| |
|              | Prothamnodes bathocentrella                                                             |
|              |                                                                                         |
|              | Prothamnodes platycycla                                                                 |
|              |                                                                                         |